# Parasphena hanangensis
Parasphena hanangensis är en insektsart som beskrevs av Hemp, C. 2009. Parasphena hanangensis ingår i släktet Parasphena och familjen Pyrgomorphidae. Inga underarter finns listade i Catalogue of Life.